# Ergoldsbach
Ergoldsbach é um município da Alemanha, no distrito de Landshut, na região administrativa de Niederbayern, estado de Baviera.